# Jan Starý
Jan Starý (* 7. Februar 1986 in Pardubice, Tschechoslowakei) ist ein ehemaliger tschechischer Eishockeyspieler, der von 2004 bis 2018 für den HC Pardubice in der tschechischen Extraliga spielte.

## Karriere
Starý stammt aus der Nachwuchsabteilung des HC Pardubice und debütierte in der Saison 2004/05 in der tschechischen Extraliga. In seinem ersten Jahr kam er in vier Spielen zum Einsatz und bereitete dabei ein Tor vor. In den folgenden drei Spielzeiten erhielt er vermehrt Eiszeit im Profikader von Pardubice und spielte parallel per Leihe für den KLH Vajgar Jindřichův Hradec sowie den HC VCES Hradec Králové in der zweiten Liga, um zusätzliche Spielpraxis zu sammeln.
Seit 2008 war Starý fester Bestandteil der ersten Mannschaft von Pardubice und gewann mit dem Klub in den Spielzeiten 2009/10 und 2011/12 jeweils die tschechische Meisterschaft.

### International
Starý gehörte 2009 zum Aufgebot der tschechischen Nationalmannschaft bei der Euro Hockey Tour.

## Erfolge und Auszeichnungen
- 2010 Tschechischer Meister mit dem HC Pardubice
- 2012 Tschechischer Meister mit dem HC Pardubice